# NGC 5466
NGC 5466 ist ein Kugelsternhaufen im Sternbild Bärenhüter. NGC 5466 hat einen Durchmesser von 9,0' und eine scheinbare Helligkeit von 9,2 mag. NGC 5466 gehört zum Halo der Milchstraße und ist sowohl vom Sonnensystem als auch vom Zentrum unserer Galaxis rund 55.000 Lichtjahre entfernt. Er enthält außergewöhnlich geringe Mengen an schweren Elementen, was auf ein sehr hohes Alter hindeutet.
NGC 5466 gehört zur niedrigsten Konzentrationsklasse XII, mit geschätzten 100.000 Sonnenmassen zählt er zu den masseärmsten bekannten Kugelsternhaufen. Nur seiner Bahn, die ihn in genügend großem Abstand vom galaktischen Zentrum fernhält, hat es dieser lose gebundene Sternhaufen zu verdanken, dass er über Milliarden von Jahren hinweg noch nicht völlig von den Gezeitenkräften aufgelöst wurde. Da der Kugelsternhaufen aber auf seiner Umlaufbahn die Scheibe der Milchstraße durchquert, hat er bereits sehr viele Sterne aufgrund der Gezeitenwirkung verloren. Die herausgelösten Sterne bilden beidseitig des zentralen Haufens Gezeitenschweife. Zunächst wurde eine Länge beider Gezeitenschweife von insgesamt 4° nachgewiesen, während spätere Auswertungen der Sloan Digital Sky Survey Gezeitenschweife von ca. 45° Länge ergaben. Simulationen mittels der Bahndaten und Sternverteilung ergaben wiederum, dass die Gezeitenschweife sich sogar bis über 100° erstrecken müssten, diese aber aufgrund ihrer sehr geringen Sterndichte in den äußersten Enden nur schwer nachweisbar sind.

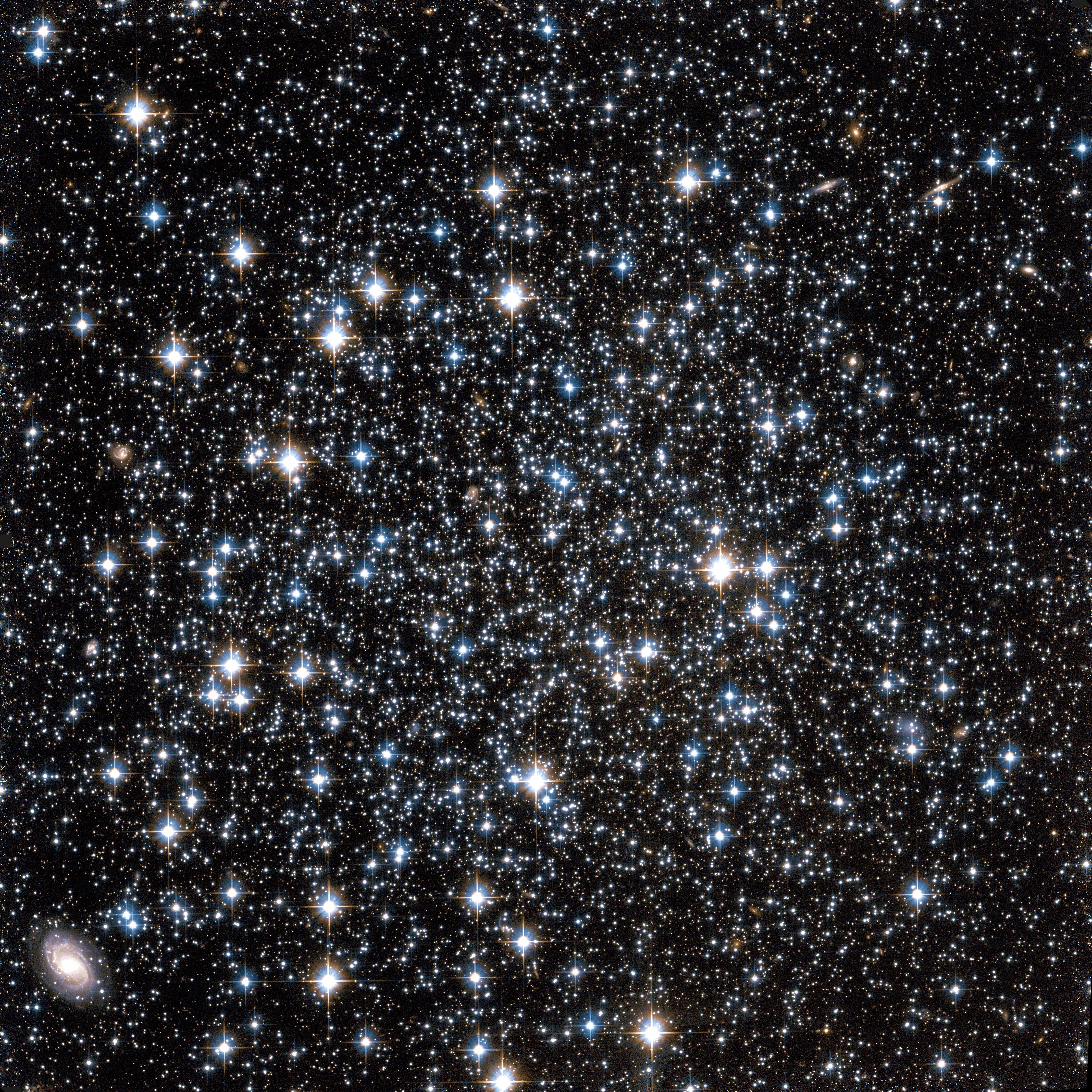
Detaillierte Aufnahme des Zentrums von NGC 5466, Hubble-Weltraumteleskop
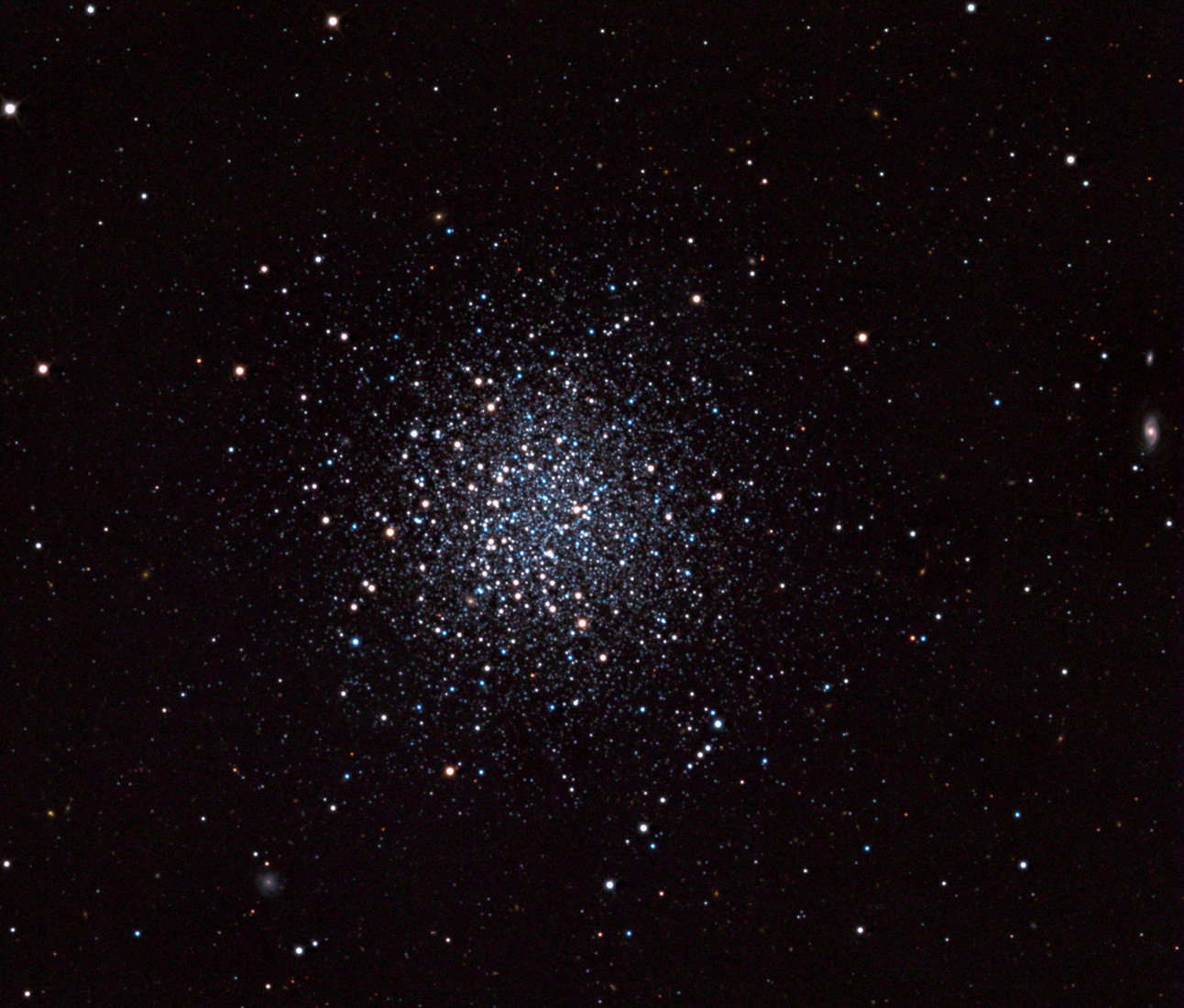
Aufnahme mit dem 81-cm-Spiegelteleskop des Mount-Lemmon-Observatoriums